# 1721
| 1721                        |
| --------------------------- |
| Dødsfald - Fødsler          |
| • Begivenheder • Litteratur |

| Gregoriansk kalender | 1721 MDCCXXI            |
| Ab urbe condita      | 2474                    |
| Armensk kalender     | 1170 ԹՎ ՌՃՀ             |
| Kinesiske kalender   | 4417 – 4418 庚子 – 辛丑 |
| Etiopisk kalender    | 1713 – 1714             |
| Jødisk kalender      | 5481 – 5482             |
| Hindukalendere       |                         |
| - Vikram Samvat      | 1776 – 1777             |
| - Shaka Samvat       | 1643 – 1644             |
| - Kali Yuga          | 4822 – 4823             |
| Iransk kalender      | 1099 – 1100             |
| Islamisk kalender    | 1133 – 1134             |

Konge i Danmark: Frederik 4. 1699-1730 – Danmark i krig: Den store nordiske krig 1700-1721
Se også 1721 (tal)

## Begivenheder

### Udateret
- Frederik 4. begynder oprettelse af 240 Rytterskoler i de 12 Rytterdistrikter
- Kancellibygningen eller den røde bygning indvies i København

### Marts
- 24. marts - Johann Sebastian Bach dedicerer Brandenburgerkoncerterne til markgreve Christian Ludwig af Brandenburg-Schwedt

### April
- 4. april - Robert Walpole vælges som Kongeriget Storbritanniens første egentlige premierminister

### Maj
- 12. maj - Hans Egede afsejler med sin hustru og 4 børn fra Bergen for at missionere i Grønland. Forinden var han af Kong Frederik den 4. udnævnt til Grønlands-missionær med 300 rigsdaler i årlig løn

### August
- 7. august - Kronprins Christian 6.  gifter sig med sin kommende dronning Sophie Magdalene

### September
- 10. september (g.s. 30. august)- Freden i Nystad mellem Sverige og Rusland afslutter Den store nordiske krig

### November
- 2. november - Peter den Store lader sig udråbe som kejser af alle russere og grundlægger Det Russiske Kejserrige.

## Født
- 29. december – Jeanne Antoinette, "Marquise de Pompadour", Ludvig 15. af Frankrigs elskerinde fra 1744 er kendt for sit ekstravagante forbrug.

## Dødsfald
- 15. marts - Dronning Louise af Danmark-Norge